# Rivula peruvensis
Rivula peruvensis är en fjärilsart som beskrevs av George Francis Hampson 1926. Rivula peruvensis ingår i släktet Rivula och familjen nattflyn. Inga underarter finns listade.